# Fritz Fromm
Fritz Fromm (12 de abril de 1913 - 13 de octubre de 2001) fue un entrenador y jugador de balonmano alemán. Fue un componente de la Selección de balonmano de Alemania.
Con la selección ganó la medalla de oro en los Juegos Olímpicos de Berlín 1936, los primeros en los que el balonmano fue olímpico.
Además fue entrenador de la Selección de balonmano de Alemania.